# Voves
Voves je naselje in občina v srednjem francoskem departmaju Eure-et-Loir regije Center. Naselje je leta 2010 imelo 2.946 prebivalcev.

## Geografija
Kraj leži v pokrajini Orléanais 23 km jugovzhodno od središča Chartresa.

## Uprava
Voves je sedež istoimenskega kantona, v katerega so poleg njegove vključene še občine Allonnes, Baignolet, Beauvilliers, Boisville-la-Saint-Père, Boncé, Fains-la-Folie, Germignonville, Louville-la-Chenard, Montainville, Moutiers, Ouarville, Pézy, Prasville, Réclainville, Rouvray-Saint-Florentin, Theuville, Viabon, Villars, Villeau, Villeneuve-Saint-Nicolas in Ymonville z 9.402 prebivalci.
Kanton Voves je sestavni del okrožja Chartres.

## Zanimivosti
- cerkev sv. Leobina, škofa Chartresa iz 12., 15. in 16. stoletja,
- vodnjak sv. Leobina,
- dolmen.

## Osebnosti
- Philippe Alliot, dirkač formule 1;

## Pobratena mesta
- Stroncone (Umbrija, Italija);